# Dynapac
Dynapac Co.,Ltd. — крупная японская компания целлюлозно-бумажной промышленности. Образовалась в 2005 году путём слияния Dainipponshigyo Co., Ltd. и Nippon Hi-pack Co., Ltd.

## История

### История Dainipponshigyo Co., Ltd.
Dainipponshigyo Co., Ltd. была основана в 1962 году путём слияния Sanwa Printing Co., Ltd. и Tsutsumi shikou Co., Ltd. 
В 1966 году был запущен завод глубокой печати. 
В 1974 году было создано дочернее предприятие San Kogyo Co., Ltd. для производства упаковки (современное название — San Packaging Co., Ltd.). 
В 1976 году компания выходит на Нагойскую фондовую биржу. В 1993 году компания выходит на Токийскую фондовую биржу. 
В 1995 году создаются дочерние предприятия Sun Prepress Co., Ltd. и Suzhou Sun Package Co., Ltd.
В 1996 году компания входит в капитал Toso Co., Ltd., а в 2000 году Kanbara Corrugated Board Co., Ltd.
В 2001 году был заключён договор о сотрудничестве с Nippon Hi-Pack Co., Ltd. В том же году компания приобретает пакет акций Union Pack Co., Ltd., а годом позже — Shinsei Package Co., Ltd. 
В 2003 году были объединены дочерние компании Sun Package Co., Ltd. и Kagome Furniture Co., Ltd. в Sun Package Co., Ltd., Union Pack Co., Ltd., Shinsei Package Co., Ltd. и Tokai System Co., Ltd. были объединены в Union Pack Co., Ltd.
В 2004 году подписано соглашение о слиянии с Nippon Hi-Pack Co., Ltd.

### История Nippon Hi-pack Co., Ltd.
Showa Corrugated Board Co., Ltd. была основана в 1950 году. 
В 1964 году запущен новый завод в Токио. 
В 1965 году компания была переименована в Nippon Hi-pack Co., Ltd.
В 1966 году компания приобретает Miyagi Shigyo Co., Ltd.
В 1968 году создаётся дочернее предприятие Nippon Uni Pack Co., Ltd.
В 1984 году создаётся Yamagishi Corrugated Board Co., Ltd. в качестве дочерней компании. 
В 1988 году создаётся Japan Logistics Co., Ltd. 
В 1995 году приобретается компания Numazu Shiki Co., Ltd.
В 2004 году было заключено соглашение о слиянии с Dainipponshigyo Co., Ltd.

### История объединённой компании
Объединённая компания была создана в январе 2005 года с названием Dynapac Co., Ltd.
В том же году компания приобретает Eco Leave Co., Ltd.

## Деятельность компании
Деятельность компании в основном сосредоточена в Японии и в Юго-Восточной Азии. 
Компания производит различную упаковку из картона, бумаги, пластиковые контейнеры, прочую упаковку из пластика и полиэтилена, печатную продукцию и пр.